# Sphecodes aroniae
Sphecodes aroniae är en biart som beskrevs av Mitchell 1960. Sphecodes aroniae ingår i släktet blodbin, och familjen vägbin. Inga underarter finns listade i Catalogue of Life.

## Beskrivning
Sphecodes aroniae är ett typiskt blodbi, med mycket svag behåring på kroppen, svart huvud och mellankropp, och blodröd bakkropp. Honans vingar är lätt brunaktiga med mörkröda ribbor, medan hanens vingar är svagare rökfärgade. Han har dessutom ansiktet täckt av vit, tillplattad behåring. Honan har en kroppslängd på 9 till 10 mm, hanen på omkring 9 mm.

## Ekologi
Som alla blodbin är arten en boparasit, honan bygger inga egna larvbon, utan lägger sina ägg i bon av olika vildbin. I samband med äggläggningen dödar hon värdägget eller -larven, så hennes avkomma fritt kan leva på det insamlade matförrådet. Födomässigt är arten polylektisk, den hämtar nektar från blommande växter i flera olika familjer: Järneksväxter som järnekssläktet, ljungväxter som odonsläktet och videväxter som videsläktet. (Något pollen hämtar den inte, arten är ju en boparasit och pollen är bara till för larverna, som lever av värdbinas förråd).

## Utbredning
Sphecodes aroniae är en nordamerikask art, som förekommer i östra Kanada och östra USA från Quebec och New Hampshire i norr till Illinois och South Carolina i söder.